# Soldado Noélio
Noélio da Rocha Oliveira (Caucaia, 16 de abril de 1985) é um político e ex-policial militar. Atualmente cumpre seu primeiro mandato como deputado estadual do Ceará, pelo Partido Republicano da Ordem Social (PROS), tendo sido eleito com 24 591 votos. Em 2022, concorreu a um mandato de deputado federal, porém perdeu.

## Biografia
Em 2013, foi expulso da Polícia Militar do Ceará após participar de uma reunião para discutir medidas não cumpridas pelo estado após a paralisação da polícia militar do Ceará em 2012. Em 2015 foi reintegrado a Polícia Militar do Ceará.
Em 2016 foi eleito vereador do município de Fortaleza, com 7.528 votos.
Em 2018 foi eleito deputado estadual do Ceará, com 24.591 votos.
Em abril de 2018 foi acusado de estupro pela mãe de uma adolescente de 16 anos. Em outubro do mesmo ano a mãe da adolescente voltou atrás e disse que não houve estupro e que a relação sexual foi consentida pela filha.